# نیروهای مسلح ایالات متحده آمریکا

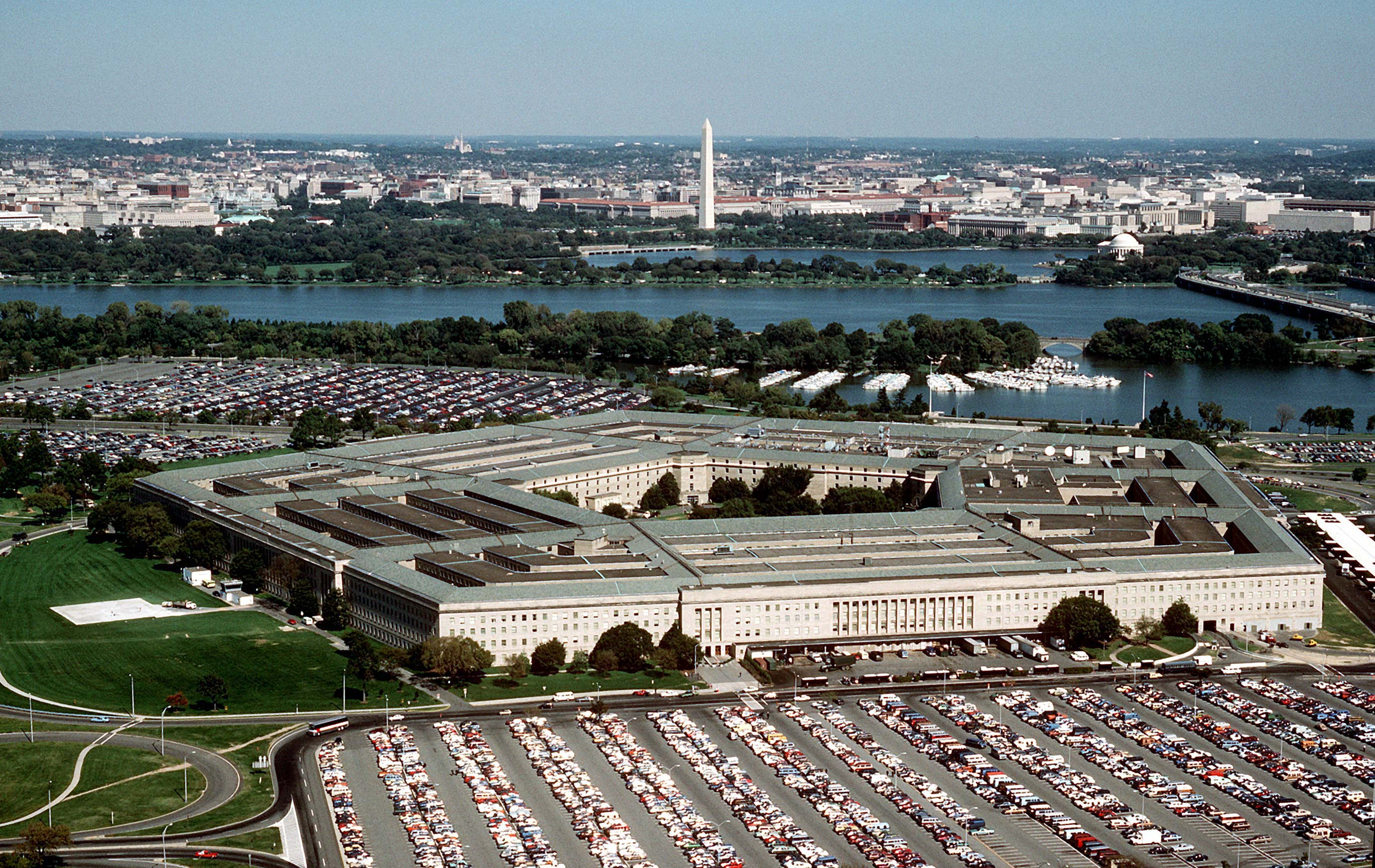
نمایی از ساختمان وزارت دفاع ایالات متحده آمریکا واقع در پنتاگون

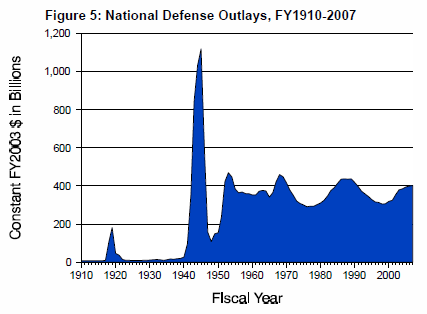
نمودار مخارج نظامی نیروهای مسلح آمریکا از سال ۱۹۱۰ تا ۲۰۰۷. اوج مخارج مربوط به جنگ جهانی دوم است. قیمت دلار با توجه به قدرت خرید و تورم تعدیل شده است.

نیروهای مسلح ایالات متحده آمریکا (انگلیسی: United States Armed Forces)، نیروهای نظامی کشور ایالات متحده آمریکا هستند که از شش شاخه اصلی؛ نیروی زمینی، نیروی دریایی، نیروی هوایی، نیروی فضایی، سپاه تفنگداران دریایی و گارد ساحلی تشکیل می‌شوند. نیروهای مسلح ایالات متحده آمریکا بزرگ‌ترین نیروی‌های نظامی در جهان می‌باشد. شکل‌گیری آن به جنگ‌های استقلال آمریکا از بریتانیای کبیر (۱۷۷۵) بازمی‌گردد. این نیرو تاکنون در جنگ‌های بزرگ و مهمی چون جنگ‌های جهانی اول و دوم، جنگ کره، جنگ ویتنام، جنگ خلیج فارس، جنگ عراق و جنگ افغانستان حضور داشته است.
ریاست این نیرو بر عهده رئیس‌جمهور آمریکا است که از طریق وزارت دفاع سیاست‌های نظامی کشور را تعیین می‌کند. وزارت دفاع یکی از بخش‌های دولت فدرال آمریکا است که وزیر دفاع، ریاست آن را بر عهده دارد. وزیر دفاع یک غیرنظامی و یکی از اعضای هیئت دولت است و شخص دوم در سلسله‌مراتب فرماندهی پس از رئیس‌جمهور محسوب می‌شود. برای هماهنگی فعالیت‌های نظامی با موازین دیپلماتیک، نهادی به نام شورای امنیت ملی به عنوان یک ارگان مشورتی برای رئیس‌جمهور وجود دارد که رئیس آن، مشاور امنیت ملی رئیس‌جمهور نامیده می‌شود. ستاد مشترک نیروهای مسلح هم یک شورای هشت نفره است که نقش مشورتی را برای رئیس‌جمهور و وزیر دفاع بازی می‌کند و تمامی اعضای آن (که شامل فرماندهان نیروی زمینی، دریایی، تفنگداران دریایی و نیروی هوایی هم می‌شود) به انتخاب رئیس‌جمهور و تأیید سنا برگزیده می‌شوند.
نیروهای مسلح آمریکا بزرگ‌ترین نیروهای نظامی جهان از نظر امکانات، میزان بودجه و تعداد پرسنل نظامی است و نیروهای خود را از بین افراد داوطلب جذب می‌کند. سربازگیری اجباری هرچند در گذشته چندین بار انجام شده اما از سال ۱۹۷۲ سابقه نداشته است. هزینه این نیروها در سال ۲۰۲۰ حدود ۷۷۸ میلیارد دلار بوده است و این نیرو از نظر میزان هزینه‌های نظامی، در جایگاه نخست در میان تمامی کشورها قرار دارد. این میزان بودجه تقریباً معادل ۳۹ درصد از کل هزینه‌های نظامی دنیا و چهاردهمین از نظر نسبت هزینه‌های نظامی به میزان تولید ناخالص داخلی در بین کشورهای جهان با ۳٫۴ درصد کل تولید ناخالص داخلی آمریکاست. تعداد نیروهای مسلح آمریکا نیز نزدیک به سه میلیون نفر است که حدود ۶۰۰ هزار نفر از آن‌ها نیروی ذخیره هستند که نسبت به میانگین نیروهای ذخیرهٔ دیگر کشورها، ۶۰ درصد بیشتر است. تعداد نیروی مسلح فعال در آمریکا در سال ۲۰۲۱، حدود ۱٬۳۴۶٬۴۰۰ نفر برآورد شده است و آمریکا در جایگاه سوم از نظر تعداد پرسنل نظامی فعال قرار دارد.

## شاخه‌ها
نیروهای نظامی آمریکا به دسته‌های زیر تقسیم‌بندی می‌شوند:
- نیروی زمینی ایالات متحده آمریکا
- نیروی هوایی ایالات متحده آمریکا
- نیروی فضایی ایالات متحده آمریکا
- نیروی دریایی ایالات متحده آمریکا: یگان  ویژه نیروی دریایی ایالات متحده آمریکا
- نیروی تفنگداران دریایی ایالات متحده آمریکا
- نگهبان ساحلی ایالات متحده آمریکا
- گارد ملی ایالات متحده آمریکا

## پرسنل
آمار طبق تاریخ ۳۰ نوامبر ۲۰۰۸. آمار زنان بر طبق ۳۰ سپتامبر ۲۰۰۷
| بخش                   | نظامی     | سرباز وظیفه | افسر    | زنان    | غیرنظامی |
| نیروی زمینی           | ۵۴۵٬۲۷۹   | ۴۵۳٬۱۴۰     | ۸۷٬۶۸۰  | ۷۱٬۷۵۶  | ۲۶۰٬۴۱۶  |
| سپاه تفنگداران دریایی | ۱۹۹٬۱۹۶   | ۱۷۹٬۱۱۳     | ۲۰٬۰۸۳  | ۲۰٬۰۴۴  |          |
| نیروی دریایی          | ۳۳۲٬۱۳۰   | ۲۷۶٬۴۲۸     | ۵۱٬۲۶۶  | ۴۹٬۷۷۵  | ۱۸۰٬۳۲۳  |
| نیروی هوایی           | ۳۲۸٬۴۶۲   | ۲۵۹٬۴۱۳     | ۶۴٬۵۸۵  | ۶۵٬۲۵۲  | ۱۵۶٬۱۸۱  |
| نیروی فضایی           | ۸۸        |             |         |         |          |
| گارد ساحلی            | ۴۲٬۲۸۳    |             |         |         |          |
| مجموع فعال            | ۱٬۴۴۷٬۳۵۰ | ۱٬۱۵۵٬۸۹۸   | ۲۲۴٬۸۸۷ | ۱۹۸٬۴۹۰ | ۵۹۶٬۹۲۰  |
| گارد ملی ارتش         | ۳۵۱٬۳۰۰   |             |         |         |          |
| ذخیره ارتش            | ۲۰۵٬۰۰۰   |             |         |         |          |
| ذخیره تفنگداران       | ۳۹٬۶۰۰    |             |         |         |          |
| ذخیره نیروی دریایی    | ۶۷، ۷۶۸   |             |         |         |          |
| گارد ملی هوایی        | ۱۰۶٬۷۰۰   |             |         |         |          |
| ذخیره نیروی هوایی     | ۶         |             |         |         |          |
| ذخیره نگهبان ساحلی    | ۱۰٬۰۰۰    |             |         |         |          |
| مجموع ذخیره           | ۸۴۸٬۰۵۶   |             |         |         |          |
| دیگر پرسنل وزارت دفاع |           |             |         |         | ۹۴٬۴۶۰   |

## هزینه‌های نظامی
- ۸۰۵میلیارد دلار آمریکا (سال ۲۰۲۱)رتبه اول در جهان

سهم هزینه‌های نظامی در تولید ناخالص داخلی: ۳٫۴٪ (چهاردهمین در جهان) (۲۰۲۰)

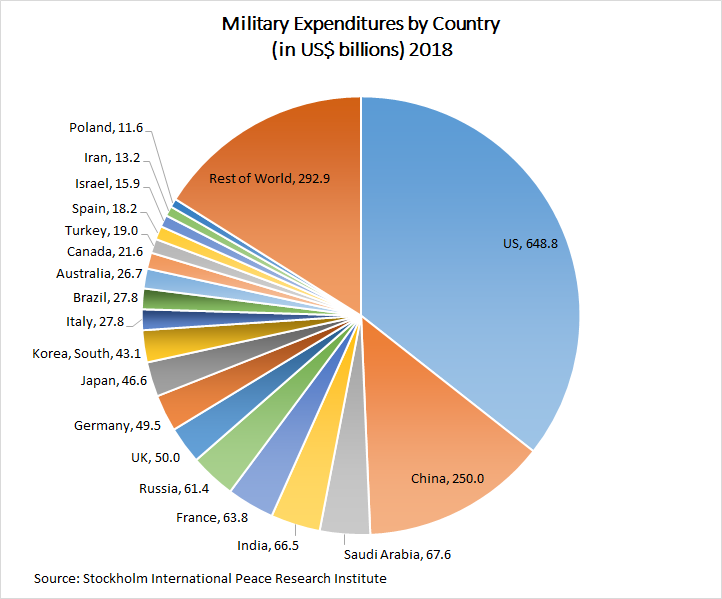
مقایسهٔ بودجهٔ نظامی ایالات متحدهٔ آمریکا با سایر قدرت‌های جهانی

## سازمان نظامی
- رئیس‌جمهور ایالات متحده آمریکا فرمانده کل قوا است و برای اقدام نظامی از مشورت‌های مشاور امنیت ملی ایالات متحده آمریکا برخوردار است. در رده پایین‌تر، وزیر دفاع قرار دارد. رئیس ستاد مشترک ارتش ایالات متحده آمریکا هم به فرمانده کل قوا و هم به وزیر دفاع مشورت می‌دهد.

## فرماندهی یکپارچه رزمی

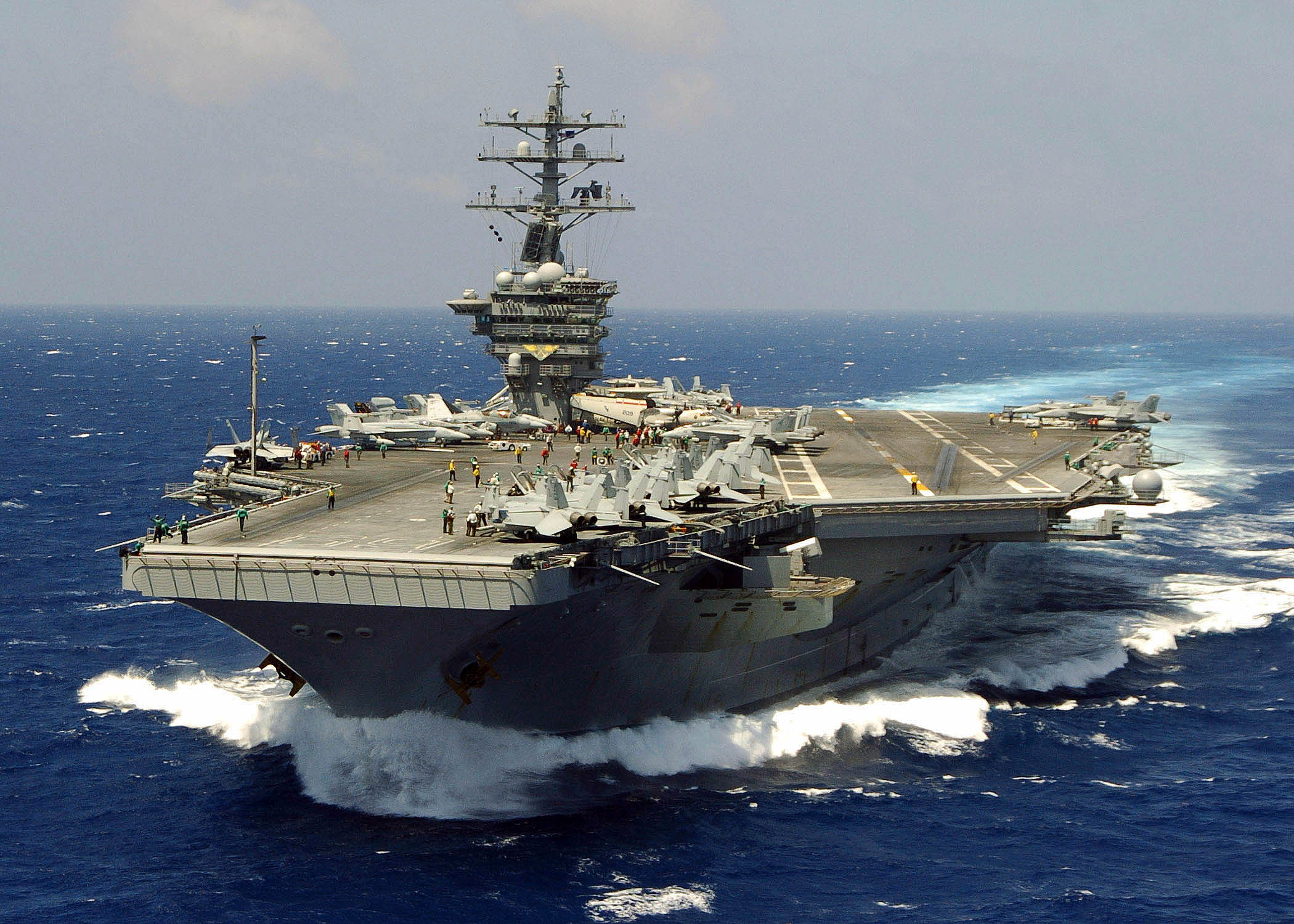
ناو هواپیمابر یواس‌اس دوایت آیزنهاور. نیمی از ناوهای هواپیمابر فعال دنیا متعلق به نیروهای مسلح آمریکا است.

فرماندهی یکپارچه رزمی (بر اساس مناطق جغرافیایی)

مناطق عملیاتی و حوزهٔ مسؤولیت هر یک از ستادهای فرماندهی

- ستاد فرماندهی آفریقای ایالات متحده آمریکا (AFRICOM) مقر: اشتوتگارت آلمان، مأموریت: عملیات نظامی در آفریقا به استثنای مصر
- ستاد فرماندهی مرکزی ایالات متحده آمریکا (CENTCOM) مقر: پایگاه هوایی مک‌دیل، ایالت فلوریدا، تمپا و یک مقر خط مقدم در پایگاه هوایی العدید، قطر مأموریت: عملیات نظامی در خاورمیانه از مصر تا آسیای مرکزی و بخش‌هایی از جنوب آسیا به استثنای اسرائیل
- ستاد فرماندهی اروپایی ایالات متحده آمریکا (EUCOM یا USEUCOM) مقر: اشتوتگارت آلمان و یک مقر مشترک با ناتو در مون بلژیک، مأموریت: عملیات نظامی در اروپا، روسیه، گرینلند و اسرائیل[۲۱]
- فرماندهی اقیانوس هند-آرام ایالات متحده آمریکا (PACOM یا INDOPACOM) مقر: پایگاه نیروی دریایی کمپ اسمت، اوآهو، ایالت هاوایی، مأموریت: عملیات نظامی در آسیا، جنوبگان، هند و اقیانوس آرام
- فرماندهی شمالی ایالات متحده آمریکا (NORTHCOM) مقر: پایگاه هوایی پترسون، ایالت کلرادو مأموریت: عملیات نظامی و دفاع از خاک ایالات متحده و آمریکای شمالی. این مرکز فرماندهی، در اکتبر ۲۰۰۲ و در پی حملات ۱۱ سپتامبر، تأسیس شد.[۲۲]
- ستاد فرماندهی جنوبی ایالات متحده آمریکا (SOUTHCOM) مقر: دورل، فلوریدا، مأموریت: عملیات نظامی در آمریکای مرکزی، کارائیب و آمریکای جنوبی
- فرماندهی فضایی ایالات متحده آمریکا (USSPACECOM یا SPACECOM) مقر: پایگاه نیروی هوایی پیترسون، کلرادو مأموریت: عملیات نظامی در فضای بیرونی

فرماندهی یکپارچه رزمی (بر اساس نوع وظیفه)
- ستاد فرماندهی عملیات ویژه ایالات متحده آمریکا (SOCOM) مقر: پایگاه نیروی هوایی مک‌دیل، ایالت فلوریدا، مأموریت: انجام عملیات ویژه برای نیروی زمینی، هوایی، دریایی و تفنگداران دریایی
- فرماندهی سایبری ایالات متحده آمریکا (USCYBERCOM یا CYBERCOM) مقر: فورت جورج جی. مید، مریلند. مأموریت: عملیات نظامی در فضای مجازی
- فرماندهی راهبردی ایالات متحده آمریکا (STRATCOM) مقر: پایگاه نیروی هوایی اوففوت، ایالت نبراسکا، مأموریت: عملیات نظامی در حوزه‌های جنگ هسته‌ای و دفاع موشکی
- ستاد فرماندهی ترابری ایالات متحده آمریکا (TRANSCOM) مقر: پایگاه نیروی هوایی اسکات، ایالت ایلینوی، مأموریت: جابه‌جایی نیروها و عملیات ترابری نظامی در سرتاسر جهان
- فرماندهی نیروهای مشترک ایالات متحده (JFCOM) مقر: نورفولک، ایالت ویرجینیا، مأموریت: حمایت از دیگر فرماندهی‌ها

## نیروهای مستقر در بیرون از آمریکا
تا سال ۲۰۰۵، ایالات متحده آمریکا بیش از ۷۰۰ پایگاه نظامی در ۳۶ کشور داشته است. برخی از کشورها با بیشترین تعداد از نیروهای آمریکایی مستقر عبارت‌اند از:
در آلمان: ۵۰٬۰۰۰
در ژاپن: ۴۷٬۰۰۰ نفر
در کره جنوبی: ۳۲٬۷۴۴ نفر
در ایتالیا: ۱۲٬۲۵۸ نفر
در بریتانیا: ۱۱٬۰۹۳ نفر
در خاورمیانه:پس از خروج نظامی از افغانستان تنها در عراق و سوریه و عربستان سعودی و عمان و امارات حضور دارند که تعداد دقیقی در دسترس نیست.
ارتش آمریکا علاوه بر حفاظت از مرزهای آمریکا وظیفه حفاظت از خاک کشورهایی مانند: آلمان، ایتالیا، ژاپن، کره جنوبی و فیلیپین را نیز دارد که از مهم‌ترین متحدان آمریکا در زمینه همکاری‌های نظامی اقتصادی، سیاسی و علمی هستند.

## نیروها در داخل مرزها

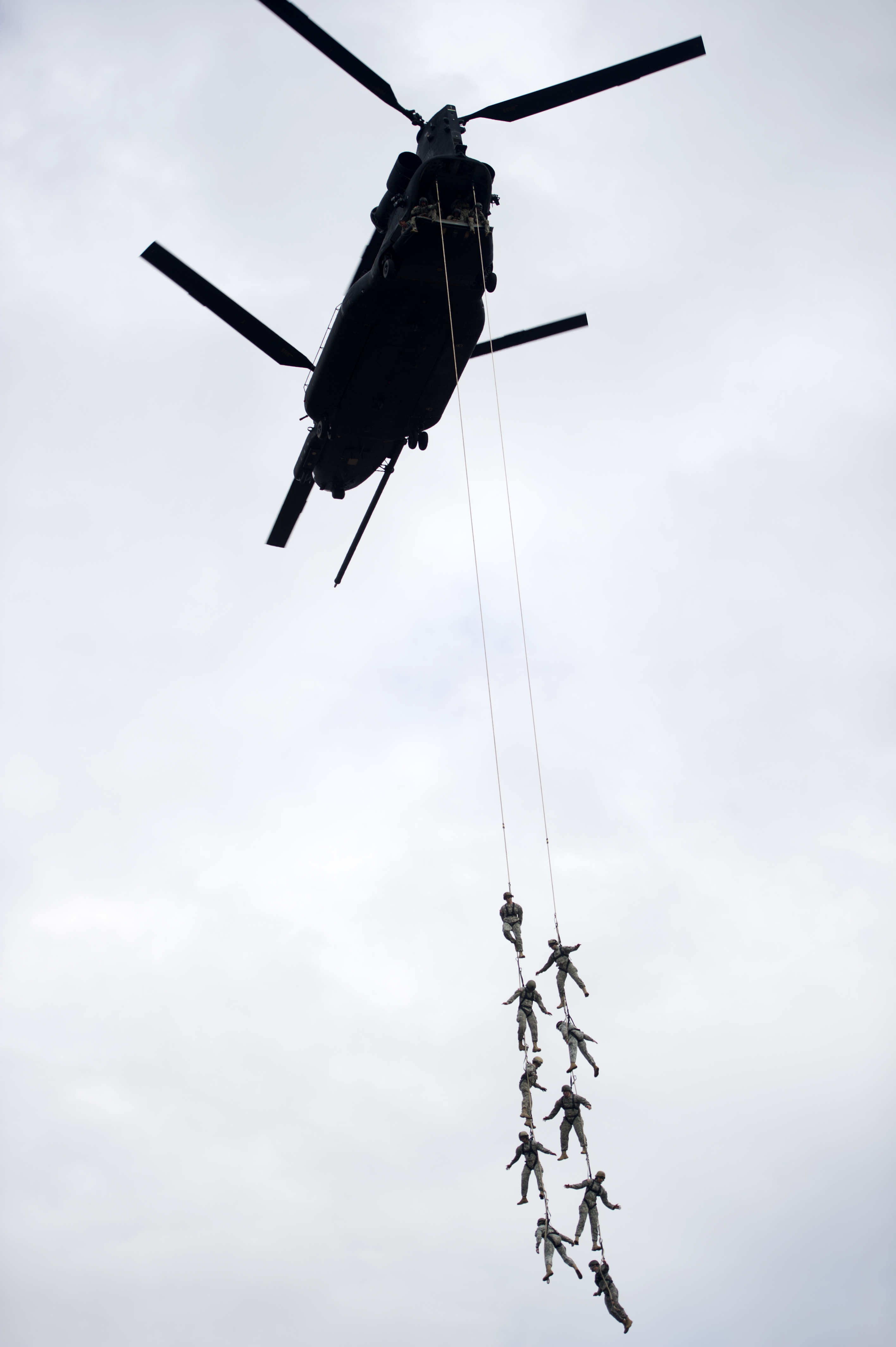
سربازان گروه ویژه هفتم هوابرد ارتش ایالات متحده آمریکا در حال تمرین با بالگرد بوئینگ سی‌اچ-۴۷ شنوک

کل نیروهای مستقر در داخل ایالات متحده آمریکا ۱٬۱۱۲٬۶۸۴ نفر است.
در سرزمین اصلی ایالات متحده آمریکا: ۹۰۰٬۰۸۸ نفر
در هاوایی: ۳۳٬۳۴۳ نفر
در آلاسکا: ۱۷٬۷۱۴ نفر
بر روی شناورها ۱۰۹٬۱۱۹ نفر
در گوام: ۳٬۷۸۴ نفر
در پورتوریکو: ۱٬۵۵۲ نفر
شاخص رتبه‌بندی قدرت: ۰٫۰۸۵۷
کل جمعیت: ۳۲۳٬۹۹۵٬۵۲۸
تعداد پرسنل نظامی: ۲٬۳۶۳٬۶۷۵
مجموع نیروهای هوایی: ۱۳٬۷۶۲
هواپیما جنگنده: ۲٬۲۹۶
تانک‌های جنگی: ۵۸۸۴
مجموع دارایی‌های دریایی: ۴۱۵ (۱۹ حامل هواپیما)
بودجه دفاعی (در سال ۲۰۲۱):۸۰۰میلیارد دلار

## هزینه‌های نظامی
بودجه دفاعی سال ۲۰۰۶ (بدون هزینه جنگ عراق)
کل: ۴۴۱٫۶ میلیارد دلار
عملیات و نگهداری: ۱۲۴٫۳
حقوق و دستمزد: ۱۰۸٫۸
تدارکات: ۷۹٫۱
تحقیقات، توسعه و آزمایش: ۶۹٫۵
ساخت و سازهای نظامی: ۱۲٫۲
فعالیت بخش انرژی دفاعی: ۱۷